# Pol ecliptic
Polul ecliptic este punctul de pe sfera cerească unde sfera intersectează linia imaginară perpendiculară pe planul eclipticii care trece prin centrul Pământului. Ecliptica este traiectoria anuală aparentă pe sfera cerească a Soarelui.
Sunt două poluri ecliptice:
| Polul Ecliptic de Nord, care se află în Draco. | Polul Ecliptic de Sud, care se află în Dorado |